# Гречаник, Артемий Степанович
Артемий Степанович Гречаник (1906 — 1978) — комбайнер Пролетарской МТС Таврического района Восточно-Казахстанской области, Герой Социалистического Труда.
Родился в 1906 г. в с. Таврическое Таврического района (ныне Уланский район) Восточно-Казахстанской области. Член КПСС.
Сначала работал по найму у зажиточных крестьян, потом освоил профессию кузнеца. В 1929 г. в числе первых вступил в колхоз. С 1930 г. — тракторист, затем бригадир тракторной бригады, участковый механик Украинской МТС (машинно-тракторной станции).
С 1946 г.- тракторист и комбайнер Пролетарской МТС (машинно-тракторной станции) Таврического района (ныне Уланский район). С 1953 г. участвовал в освоении целинных и залежных земель.
Автор многих рацпредложений по усовершенствованию работы зерноуборочного комбайна. В частности, на засорённых сорняками участках предложил во избежание потерь резко увеличить обороты колосового шнека.
Скашивал зерновые на низком срезе (не более 7 см). Чтобы колосья не сваливались на стерню, увеличил число оборотов мотовила, а на его лопасти набивал брезентовые ремни, чтобы сметать срезанную массу с режущего аппарата. Тем самым свёл потери к минимуму.
Указом Президиума Верховного Совета СССР от 11 января 1957 г. присвоено звание Героя Социалистического Труда.
Заслуженный механизатор Казахской ССР. Награждён медалью «За освоение целинных земель», большой серебряной медалью ВСХВ.